# Silky terrier australiano
El Silky terrier australiano es una raza canina pequeña de tipo terrier. La raza fue desarrollada en Australia, aunque los antepasados de los ejemplares eran de  Gran Bretaña. Está estrechamente relacionado con el terrier australiano y Yorkshire terrier. En Norteamérica a la raza se le llama sencillamente Silky Terrier, mientras que en su país de origen —así como en el resto del mundo— se le llama  Australian Silky Terrier.

## Aspecto y tamaño
Su aspecto es muy parecido a de un Yorkshire terrier, Su manto de pelo es de color azulado y leonado, de textura suave, liso y largo. Requiere cepillado y mantenimiento constante. Debe medir aproximadamente de 23 a 25 cm a la cruz y debe pesar entre 3.6 y 8 kilos, aunque las medidas pueden variar entre las diferentes federaciones.

## Funciones y temperamento
Fue usado como perro ratonero, aunque actualmente su principal función es la de ser perro de compañía, ya que se adapta sin ningún problema a la vida en casas o apartamentos. Se lleva muy bien con las personas que lo respetan y cuidan. Puede causar problemas con otros perros porque a pesar de su diminuta talla suelen tener genio vivo. No es apropiado para vivir con otras mascotas más pequeñas. Agradece que se le lleve a pasear. Al ser más largas sus patas traseras, puede sentarse sobre su trasero con facilidad y permanecer así por horas mientras pide comida a su familia. Viven un promedio de 15 años.